# Nicolás Navarro Castro
Nicolás Navarro Castro (Città del Messico, 17 settembre 1963) è un ex calciatore messicano, di ruolo portiere.
Ha giocato 522 partite in Primera División messicana.

## Carriera

### Club
Dal 1983 al 1997 gioca per il Club Necaxa, vincendo i campionati 1994-95 e 1995-96; nel campionato di Invierno 1997 si trasferisce al Cruz Azul, dove gioca solo 10 partite in tutto, subendo 12 gol. Nel 1998 passa al Pachuca, giocando 16 partite nella prima parte della stagione e 7 nella seconda. Nel 2001 torna al Necaxa, dove gioca le ultime partite della sua carriera, ritirandosi al termine del campionato 2003.

### Nazionale
Ha partecipato alle Copa América Ecuador 1993 e Uruguay 1995, rispettivamente come secondo e terzo portiere.

## Palmarès

### Club

#### Competizioni nazionali
- Campionato messicano: 2

Necaxa: 1994-1995, 1995-1996